# Falisz
Falisz (ukr. Фалиш) – wieś na Ukrainie, w rejonie stryjskim obwodu lwowskiego. 
Wieś liczy 694 mieszkańców.

## Historia
Pod koniec XIX w. wieś w powiecie stryjskim, położona nad potokiem Żyżawa przy drodze ze Stryja (6,8 km) do Bolechowa. Parafia katolicka była w Żulinie. Za II Rzeczypospolitej do 1934 samodzielna gmina jednostkowa. Następnie należała do zbiorowej wiejskiej gminy Bratkowce w powiecie stryjskim w woj. stanisławowskiem. Po wojnie wieś weszła w struktury administracyjne Związku Radzieckiego, później Ukrainy.

## Zabytki
- w 1482 r. we wsi istniał ufortyfikowany klasztor, w 1750 r. w miejscu fortyfikacji wzniesiono drewniany kościół św. Jan Chrzciciela, który stał do 1911 r., kiedy zdecydowano się go rozebrać. Kościół zniknął bez śladu, ale ślady umocnień są nadal wyraźnie widoczne[3].